# Оріхівське відслонення
48°2′14″ пн. ш. 39°11′59″ сх. д. / 48.03722° пн. ш. 39.19972° сх. д.
Оріхівське відслонення — геологічна пам'ятка природи, відслонення. Розташоване за 2 км на схід від села Оріхове Антрацитівського району Луганської області України, правий схил балки річки Юськіна (права притока Нагольної).

## Опис
Гірські породи, що виходять на поверхню в межах дільниці, відносяться до світи С15 нижнього карбону. Представлені чергуванням досить потужних (до 30 м) пластів пісковиків і глинистих сланців. Останні, як правило, переважають за потужністю пісковики приблизно в 3-4 рази. У східному напрямку, ближче до міжрічкового вододілу, гряди пісковиків виділяються у рельєфі значно менше, їх відносна висота складає всього декілька метрів. Ближче до схилу балки їх висота поступово зростає і сягає 30 м. Схили гряд асиметричні: північний — крутий, у верхній його частині спостерігаються урвища висотою до 5-7 м, південний, що орієнтований за падінням порід, більш пологий. Нижче схил стає пологим за рахунок шлейфу колювіально-делювіальних відкладень. Улоговини (частина засаджена деревам протиерозійних лісосмуг) між грядами мають ширину 100–150 м. У поперечному перетині вони з вигнутим днищем. У нижній частині улоговин спостерігаються неглибокі висячі яри — їх гирла розташовані значно вище днища балки Юськіна. Формування грядово-улоговинного рельєфу пов'язане з нерівномірним опором процесам вивітрювання і розмиву пісковиків і глинистих сланців. У результаті більш інтенсивного розмиву сланців виникають улоговиноподібні пониження за простяганням порід, що призводить до орографічного виділення гряд.

## Охорона
Геологічна пам'ятка природи офіційно не оформлена. Не потребує охорони.